# Radical 160

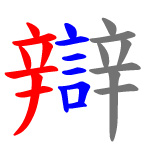
Exemple de mot comportant le radical 160 avec 15 traits supplémentaires.

Le radical 160, qui signifie "amer", est un des 20 des 214 radicaux chinois répertoriés dans le dictionnaire de Kangxi composés de sept traits.
Le caractère Unicode de 辛 est 8F9B.

## Caractères avec le radical 160
| nombre de traits          | caractères        |
| ------------------------- | ----------------- |
| Sans trait supplémentaire | 辛                |
| 5 traits supplémentaires  | 辜 辝             |
| 6 traits supplémentaires  | 辞 辟 辠          |
| 7 traits supplémentaires  | 辡 辢 辣          |
| 8 traits supplémentaires  | 辤                |
| 9 traits supplémentaires  | 辥 辦 辧 辨 辩 辪 |
| 10 traits supplémentaires | 辫                |
| 11 traits supplémentaires | 辬                |
| 12 traits supplémentaires | 辭                |
| 14 traits supplémentaires | 辯                |